# チオフェン-2-カルボニルCoAモノオキシゲナーゼ
チオフェン-2-カルボニルCoAモノオキシゲナーゼ（thiophene-2-carbonyl-CoA monooxygenase）は、次の化学反応を触媒する酸化還元酵素である。
チオフェン-2-カルボニルCoA + 還元型受容体 + O2 {\displaystyle \rightleftharpoons } 5-ヒドロキシチオフェン-2-カルボニルCoA + 受容体 + H2O
この酵素の基質はチオフェン-2-カルボニルCoA、還元型受容体とO2で、生成物は5-ヒドロキシチオフェン-2-カルボニルCoA、受容体とH2Oである。
この酵素は酸化還元酵素に属し、基質に特異的に作用する。酸素は酸化剤として還元されると同時に基質に取り込まれる。組織名はthiophene-2-carbonyl-CoA, hydrogen-donor:oxygen oxidoreductaseで、別名にthiophene-2-carboxyl-CoA dehydrogenase、thiophene-2-carboxyl-CoA hydroxylase、thiophene-2-carboxyl-CoA monooxygenaseがある。